# Сергеевка (Вольнянский район)
Сергеевка (укр. Сергіївка) — село,
Михайловский сельский совет,
Вольнянский район,
Запорожская область,
Украина.
Код КОАТУУ — 2321584010. Население по переписи 2001 года составляло 234 человека.

## Географическое положение
Село Сергеевка находится в 5-и км от левого берега реки Днепр,
на расстоянии в 1 км от села Соколовка и в 1,5 км от села Нагорное.
Рядом проходит автомобильная дорога М-18 (E 105).